# Кизилжулдуз (Маканчинський район)
Кизилжулду́з (каз. Қызылжұлдыз) — село у складі Маканчинського району Абайської області Казахстану. Входить до складу Келдімуратівського сільського округу.
Населення — 77 осіб (2021; 176 у 2009, 197 у 1999, 216 у 1989).
Національний склад станом на 1989 рік:
- казахи — 100 %

Станом на 1989 рік село називалось Кизилжулдиз.